# 하그

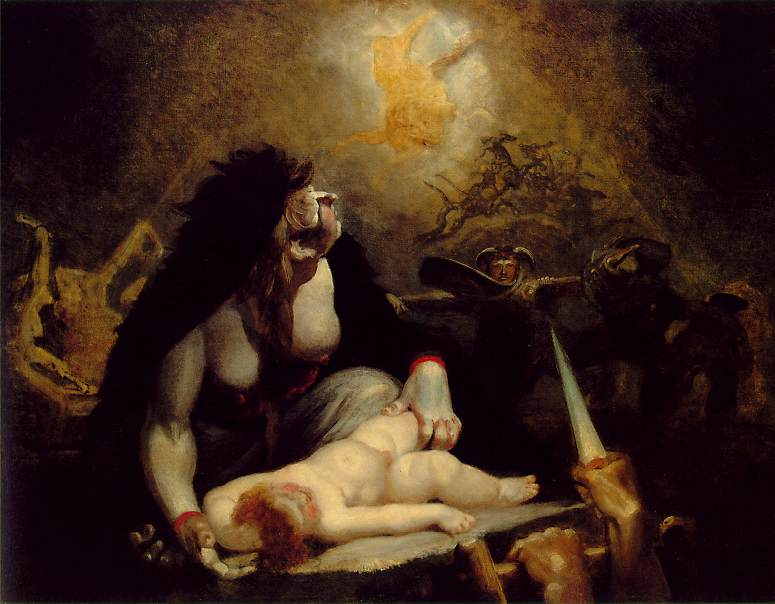
〈라플란드의 위치들을 찾아온 하그〉, 요한 하인리히 퓌슬리 작.

하그(hag)는 쭈글쭈글한 할멈의 형상을 한 서양의 여자 정령으로, 헨젤과 그레텔 등 민담 동화에 자주 등장하는 마귀할멈 족속이다. 하그는 대개 인간에게 악의적인 존재로 여겨지나, 모리안 등 신적 존재가 변신한 모습으로 여겨지기도 한다. 물론 그렇다고 모리안 등의 신이 인간에게 꼭 도움이 되는 존재인 것도 아니다. "하그"라는 말은 중세 영어에서부터 찾을 수 있는데, "하그테스"(hægtesse)라는 말의 줄임말이었다. "하그테스"란 고대 영어로 위치를 의미했다. 이와 유사하게 네덜란드어의 heks와 독일어의 hexe 역시 각각 중세 네덜란드어의 haghetisse와 중세 고지독일어의 hagzusa의 줄임말이다. 이 단어들은 모두 게르만 조어 *hagatusjon-에서 유래했는데, *hagatusjon-의 어원은 불명이다. 동화나 민담의 고정 캐릭터로서 하그는 "노파"(crone)와 그 특성을 공유하며, 어떤 때는 두 단어가 호환되어 사용되기도 한다.
영어 외의 언어의 표현을 영어로 번역하면서 "하그"라는 단어의 사용하는 것은 여성혐오적 태도와 상관이 있다고 여겨져 논쟁의 대싱이 될 수 있다.

## 같이 보기
- 바바 야가
- 반시 (요정)
- 프레디 크루거
- 고블린
- 임프 (신화)
- 키키모라
- 위카
- 위치크래프트